# Ike Franklin Andrews

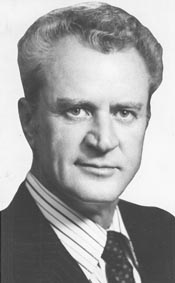
Ike Franklin Andrews

Ike Franklin Andrews (* 2. September 1925 in Bonlee, Chatham County, North Carolina; † 10. Mai 2010 in Chapel Hill, North Carolina) war ein US-amerikanischer Politiker der Demokratischen Partei.
Andrews besuchte von 1941 bis 1942 die Fork Union Military Academy in Fork Union, Virginia. Danach diente er von 1943 bis 1945 in der United States Army. Er erhielt den Rang eines Master Sergeant und wurde mit der Bronze Star Medal und dem Purple Heart ausgezeichnet. Anschließend studierte er an der University of North Carolina in Chapel Hill, erhielt dort 1950 seinen Bachelor of Science (B.S.) und 1952 seinen Bachelor of Laws (LL.B.). 1972 wurde er in die Anwaltschaft von North Carolina aufgenommen und praktizierte als Anwalt in Pittsboro.
Im Jahr 1959 wurde er Senator im Senat von North Carolina; 1961, 1967, 1969 und 1971 erfolgte seine Wahl in das Repräsentantenhaus von North Carolina. Für die Demokratische Partei wurde er in den 93. und die fünf folgenden Kongresse gewählt und war somit vom 3. Januar 1973 bis zum 3. Januar 1985 Mitglied des Repräsentantenhauses der Vereinigten Staaten. 1984 scheiterte seine Wiederwahl in den 99. Kongress, als er gegen den Republikaner Bill Cobey verlor. Andrews lebte zuletzt in Cary, North Carolina.